# Senecio murrayanus
Senecio murrayanus là một loài thực vật có hoa trong họ Cúc. Loài này được Wawra miêu tả khoa học đầu tiên năm 1888.